# Ilay Elmkies
Ilay Eliyau Elmkies (hebräisch עילי אלמקייס, * 10. März 2000 in Naharija) ist ein israelischer Fußballspieler. Der Mittelfeldspieler steht beim FC Bnei Sachnin unter Vertrag und war zwischen 2019 und 2020 israelischer Nationalspieler.

## Karriere

### Verein
Elmkies wurde in seiner Heimat bei Beitar Naharija und Maccabi Haifa ausgebildet und kam als 15-Jähriger zusammen mit seinem Vater nach Deutschland. Dort spielte er kurzzeitig beim SV Sinsheim, ehe er im Nachwuchsleistungszentrum der TSG 1899 Hoffenheim aufgenommen wurde. Mit der A-Jugend des Vereins gelangte der Israeli in der Saison 2017/18 als Sieger der Bundesligastaffel Süd/Südwest in die Endrunde um die Meisterschaft, wo diese jedoch dem FC Schalke 04 unterlag. Im Juniorenpokal wurde das Halbfinale erreicht, wo die TSG mit 0:5 gegen den 1. FC Kaiserslautern verlor.
In der Folgesaison erreichte die Hoffenheimer A-Jugend mit Elmkies das Halbfinale in der UEFA Youth League, musste sich dort jedoch dem FC Porto geschlagen geben. Ab März 2019 stand er häufiger im Kader der Regionalligamannschaft und kam auf seine ersten Einsätze im Herrenbereich.
Die Vorbereitung zur Bundesligasaison 2019/20 durfte der Israeli mit den Profis absolvieren und stand im Anschluss als Stammspieler fest im Kader der zweiten Mannschaft. Unter Cheftrainer Alfred Schreuder wurde der Mittelfeldspieler zur Rückrunde in den Kader der ersten Mannschaft berufen, nachdem er bereits Ende Oktober 2019 bei einem DFB-Pokal-Spiel zum Spieltagskader gezählt hatte. Bei der 0:3-Heimniederlage gegen Hertha BSC am 26. Spieltag debütierte er in der Bundesliga, als er in der Schlussphase eingewechselt wurde.
Obwohl kurz vor dem Saisonbeginn 2020/21 mit Dennis Geiger nur ein zentraler Mittelfeldspieler neben den beiden „Sechsern“ Diadie Samassékou und Florian Grillitsch im Kader standen, einigte sich Hoffenheim mit dem niederländischen Erstligisten ADO Den Haag auf ein Leihgeschäft bis zum Ende der Saison 2020/21. Bis zum Ende der Leihe kam er zu neun Einsätzen in der Eredivisie für Den Haag. Zur Saison 2021/22 wurde er an den österreichischen Bundesligisten FC Admira Wacker Mödling weiterverliehen, wo er auf seinen ehemaligen israelischen Teamcoach Andreas Herzog traf. Für die Admira kam er zu zwölf Einsätzen in der Bundesliga, aus der er mit dem Verein zu Saisonende jedoch abstieg. In der Saison 2022/23 spielte er daraufhin wieder für die zweite Mannschaft der TSG in der Regionalliga Südwest.
Nachdem sein Vertrag bei Hoffenheim im Sommer 2023 ausgelaufen war, verließ er Europa nach 8 Jahren und schloss sich im November 2023 dem FC Bnei Sachnin aus Israel an.

### Nationalmannschaft
Nach Spielen für vier israelische Nachwuchsnationalmannschaften kam Elmkies noch vor seinem Profidebüt auf Vereinsebene unter Nationaltrainer Andreas Herzog Ende 2019 zu seinen ersten Einsätzen für die A-Auswahl Israels im Rahmen der Qualifikation zur Europameisterschaft 2021. Die Mannschaft verpasste als Gruppenvorletzter die Endrunde des Wettbewerbs.

## Persönliches
Elmkies kam mit seinem Vater David aus Israel nach Deutschland. Er ging bis zum Jahr 2019 auf die Sinsheimer Albert-Schweitzer-Schule, an der er seine Mittlere Reife erlangte. Als Sprecher und Darsteller wirkte Elmkies am Filmprojekt Zachor: Erinnere Dich! mit.